# Mannlicher M1888
El Mannlicher M1888 era un fusil de cerrojo que fue empleado por varios ejércitos desde 1888 hasta 1945. Derivado del Mannlicher M1885 y el Mannlicher M1886, fue el tercer fusil diseñado por Ferdinand Mannlicher que empleaba el peine en bloque.
Fue sucedido por el Mannlicher M1895 como el fusil estándar del Ejército austrohúngaro. El M1895 empleaba un cerrojo rotativo más seguro, en comparación con el cerrojo cerrado mediante cuña del M1888.  

## Historia

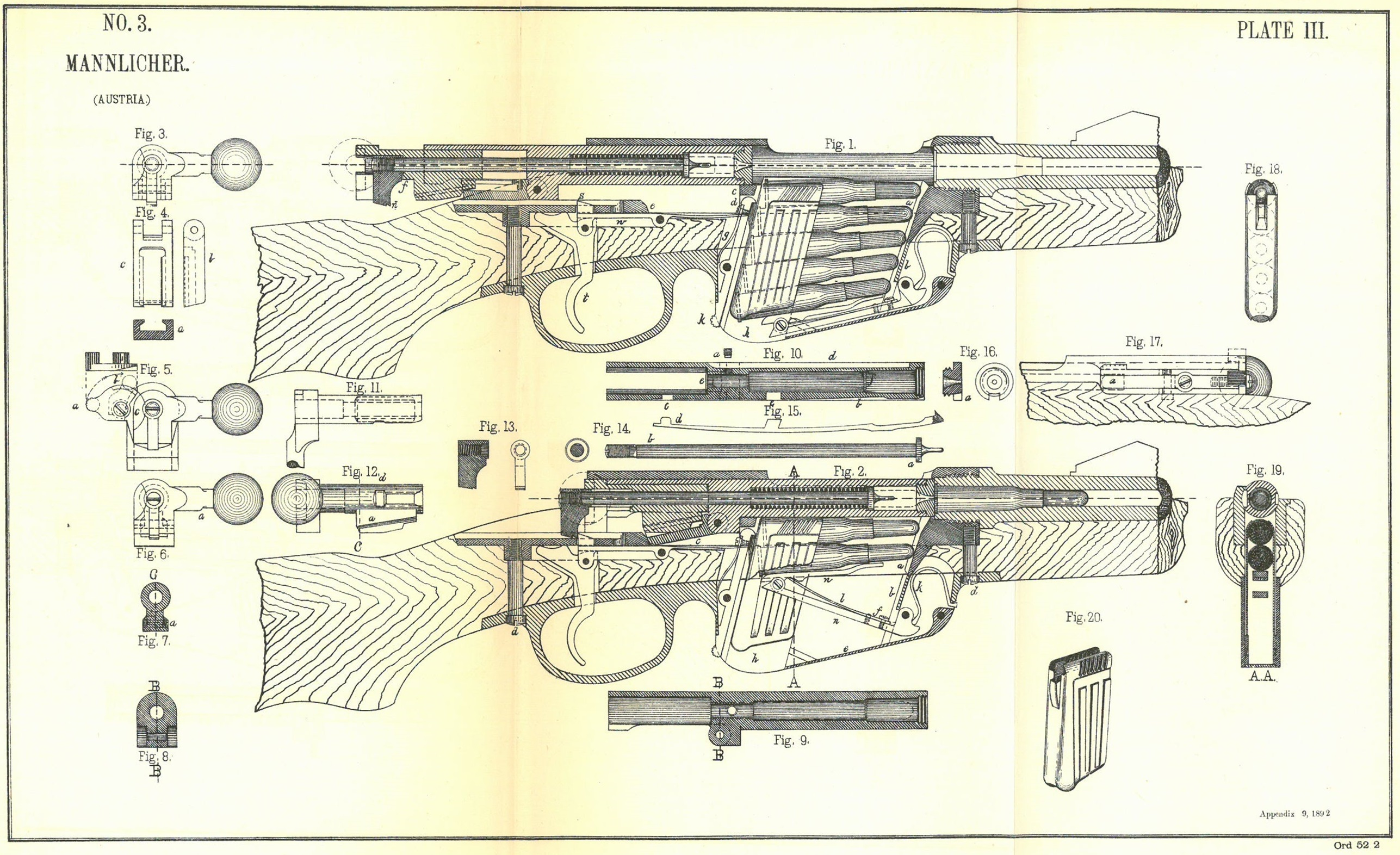
Mecanismo del Mannlicher M1888.

El Mannlicher M1888 era un descendiente directo del Mannlicher M1886. Este fusil también era de cerrojo lineal. Desde el inicio de la producción del M1886, era evidente la necesidad de un fusil de pequeño calibre. Este fusil es virtualmente idéntico a su predecesor, excepto por emplear un nuevo cartucho de 8 mm, que originalmente iba cargado con pólvora negra y era designado como 8 x 52 R.

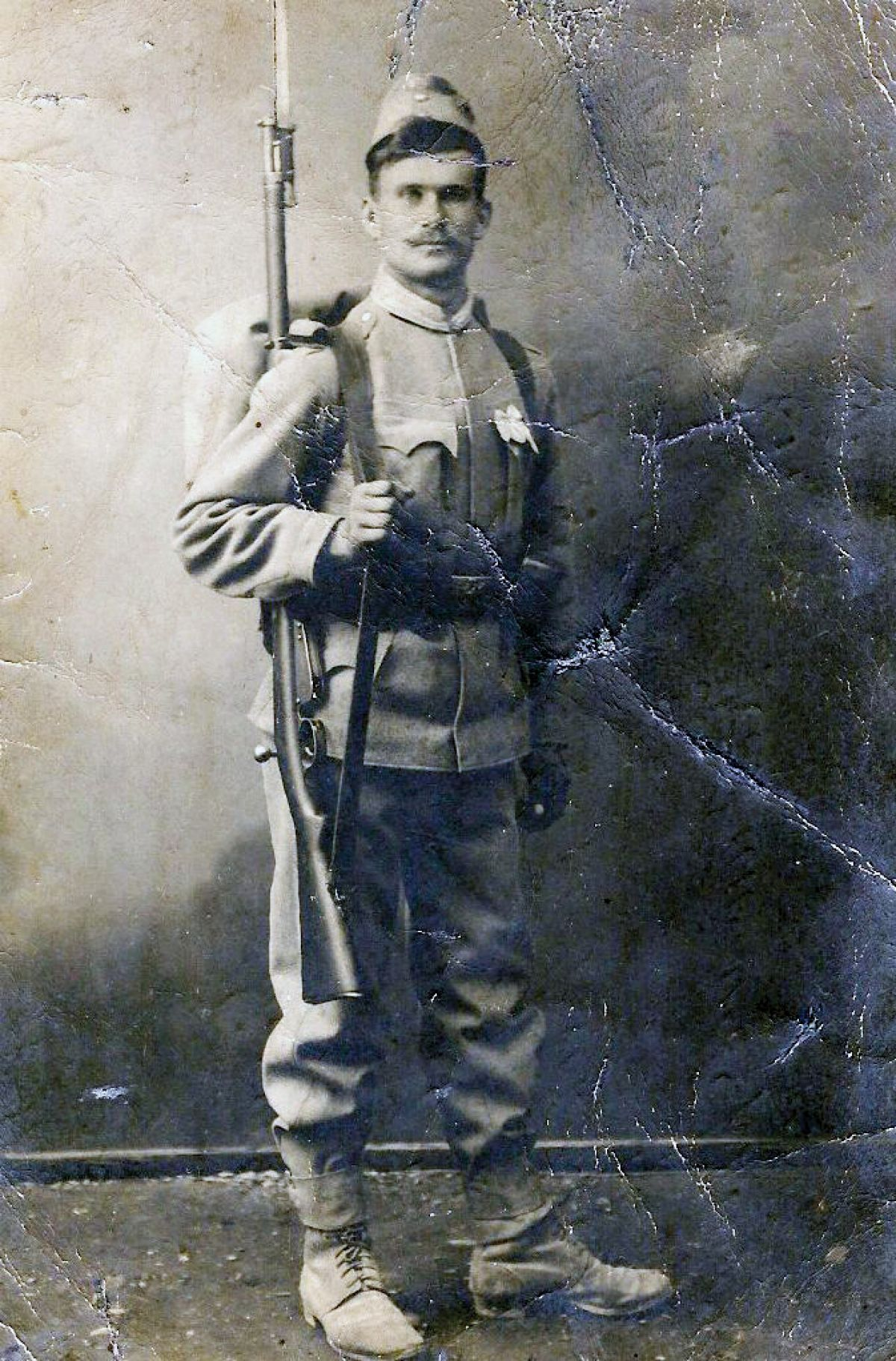
Soldado esloveno del Ejército austrohúngaro, posando con su fusil M1888 con la bayoneta calada.

### Mannlicher M1888-90
Al poco tiempo, se cambió la carga propulsora del cartucho del M1888 a una pólvora casi sin humo. El nuevo cartucho fue designado como 8mm M.1890 scharfe Patrone, u 8 x 50 R. Las alzas de los fusiles Mannlicher de 8 mm existentes fueron modificadas para el empleo del nuevo cartucho, por lo que se añadieron placas regraduadas que fueron atornilladas en los lados externos de sus paredes; los fusiles modificados recibieron la designación M1888-90.

### Mannlicher M1890
Cuando la pólvora sin humo estuvo disponible en 1890, se empezaron a fabricar fusiles con recámaras más largas y resistentes, además de alzas modificadas. A pesar de que el cartucho con pólvora sin humo 8 x 50 R M.93 puede ser empleado en este fusil, la presión de 40.000 psi (275,8 MPa) que produce es marginal, ya que el sistema de cerrojo con cuña que emplea este fusil fue originalmente diseñado para disparar el cartucho con pólvora negra 11 x 58 R Werndl menos potente.

### Fusil Kuaili Kiangnan 1888
China también empleó este fusil durante la dinastía Qing y el período republicano. Compró fusiles Mannlicher M1888 antes de la primera guerra sino-japonesa y después de esta empezó a producir la copia sin licencia Kuaili Kiangnan 1888.fue usado por las fuerzas sublevadas(congreso de Chile) en la guerra civil de 1891 de este 
país.

## Usuarios
- Imperio austrohúngaro
- Alemania nazi: Fue empleado por el Volkssturm.[13]
- Austria
- Bulgaria
- Checoslovaquia
  -  Partido Alemán de los Sudetes
- Chile[14]
- China[15]
  -  China[16]
- Ecuador[17]
- España[18][19]
- Etiopía
- Grecia: Capturados a Bulgaria durante la segunda guerra de los Balcanes y al final de la Primera Guerra Mundial.[4]
- Hungría
- Italia[1][20]
- Persia
- Polonia
- Rumania: Antes de la segunda guerra de los Balcanes, compró 60.000 fusiles Mannlicher M.90 y M.95.[21]
- Serbia[22]
- Tailandia: Según los registros de ventas de la Steyr, 15.000 fusiles Mannlicher M1888 fueron suministrados a Siam, la mayoría de estos en la década de 1890. Algunos pueden haber sido fusiles usados, vendidos de lotes militares austriacos.[23][24]